# I Mun-jol
I Mun-jol (hangul 이문열; * 18. května 1948 Soul) je jihokorejský spisovatel.

## Život a dílo
Narodil se krátce před vypuknutím korejské války. Jeho otec, jenž studoval v Japonsku a byl stoupencem komunistického režimu, v roce 1951 opustil rodinu a přeběhl do Severní Koreje. Jeho rodina byla politicky stigmatizována a žila pod neustálým policejním dohledem. V roce 1968 složil úspěšně přijímací zkoušku na Soulskou státní univerzitu a do roku 1970 zde studoval koreanistiku. Posléze avšak univerzitu opustil.

### České překlady zkorejštiny
- Básník. 1. vyd. Praha: Argo, 2014. 203 S. Překlad: Miriam Löwensteinová

#### Antologie
- Filónovo prase (povídka). Vyšlo v knize Loď pokladů: Antologie moderní korejské povídky. Nakladatelství Nová vlna 2012, 184 stran. Přeložili Kwak Hye-mi a Marek Zemánek. (Pozn.: V této knize je autorovo jméno uvedeno jako I Mun-jol.)